# Šušeoka
Šušeoka (em cirílico: Шушеока) é uma vila da Sérvia localizada no município de Mionica, pertencente ao distrito de Kolubara, na região de Kolubara Podgorina. A sua população era de 208 habitantes segundo o censo de 2011.

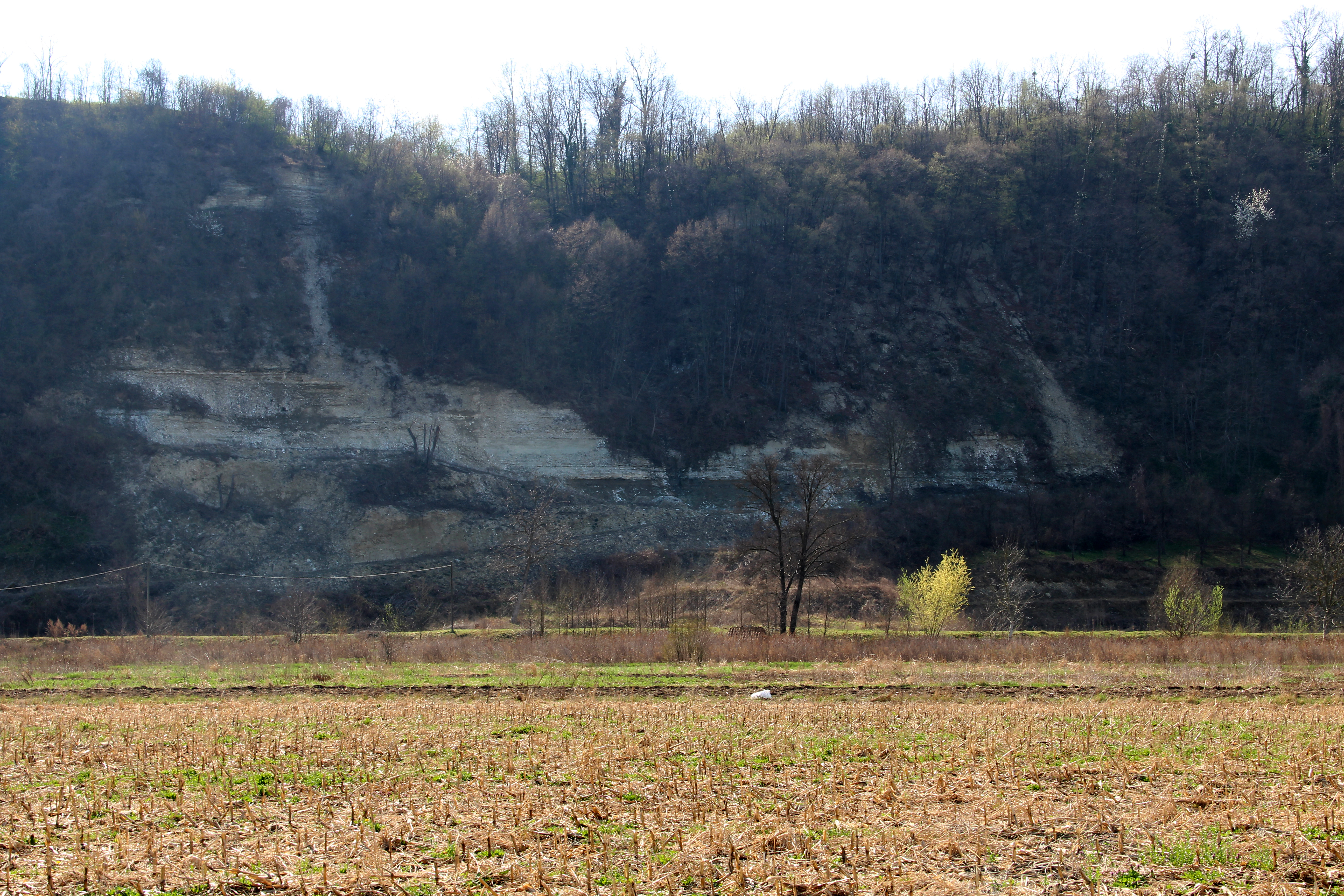
Vila Suseoka - localidade Bela stena
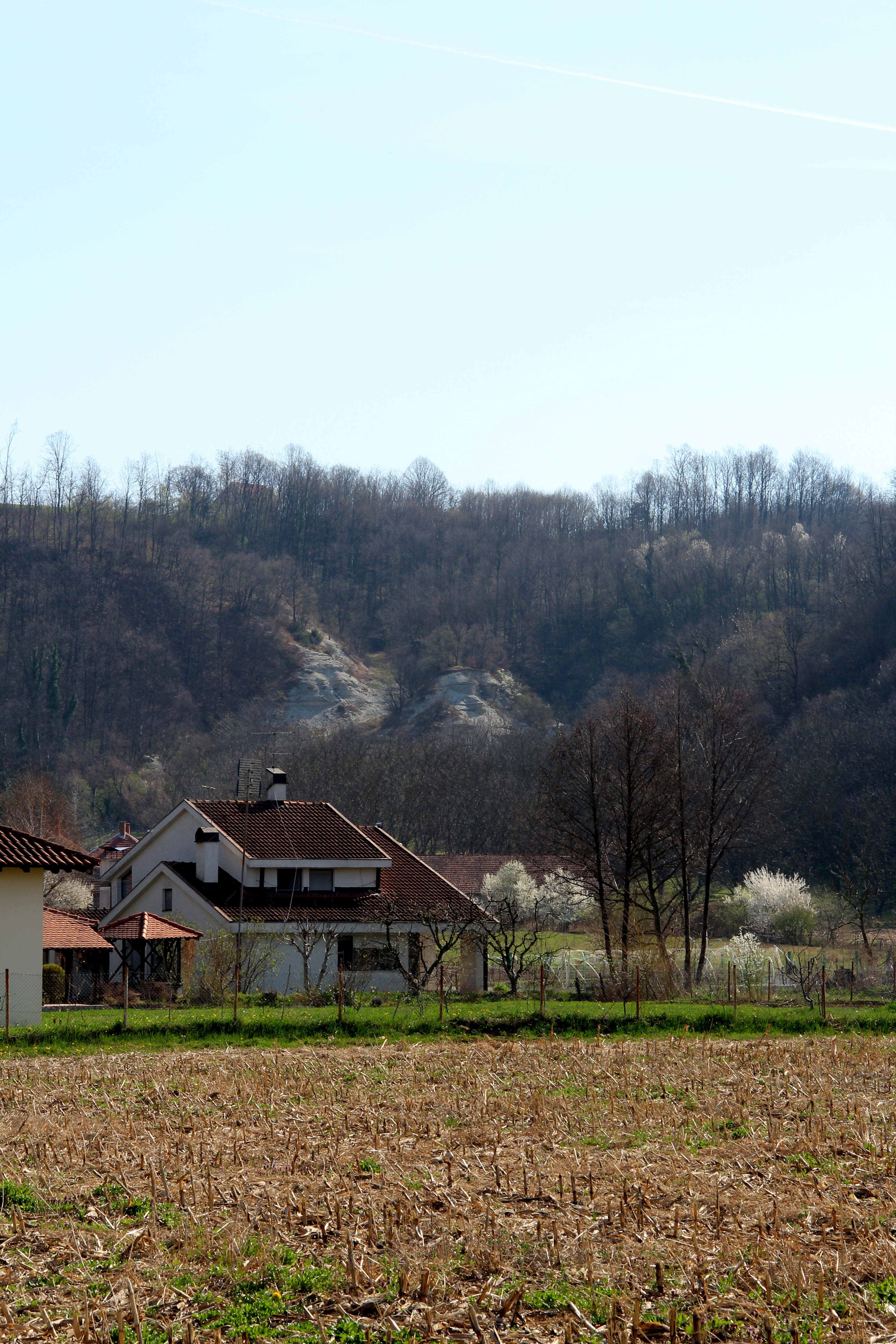
Vila Suseoka  - localidade Bela stena
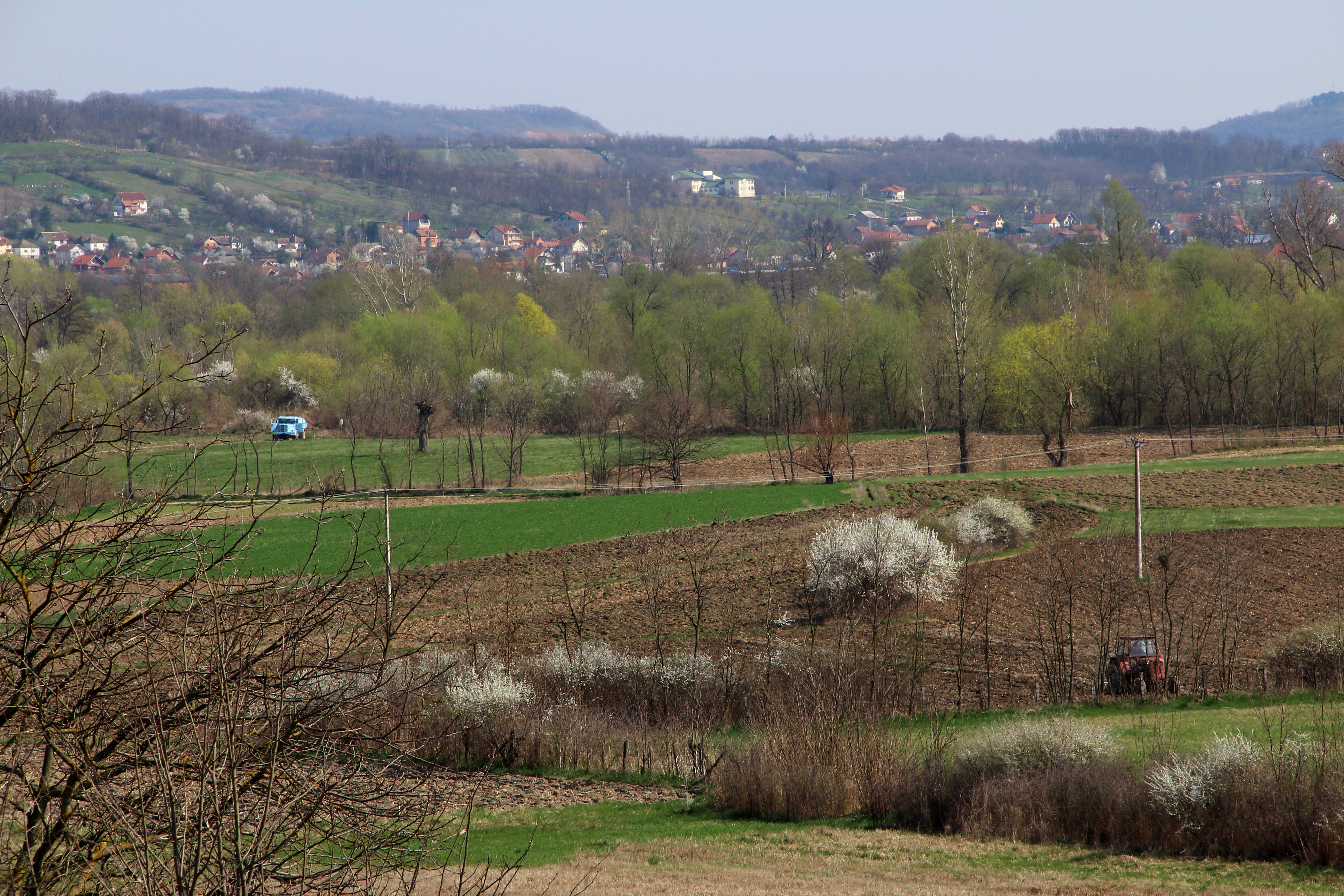
Vila Suseoka  - panorama
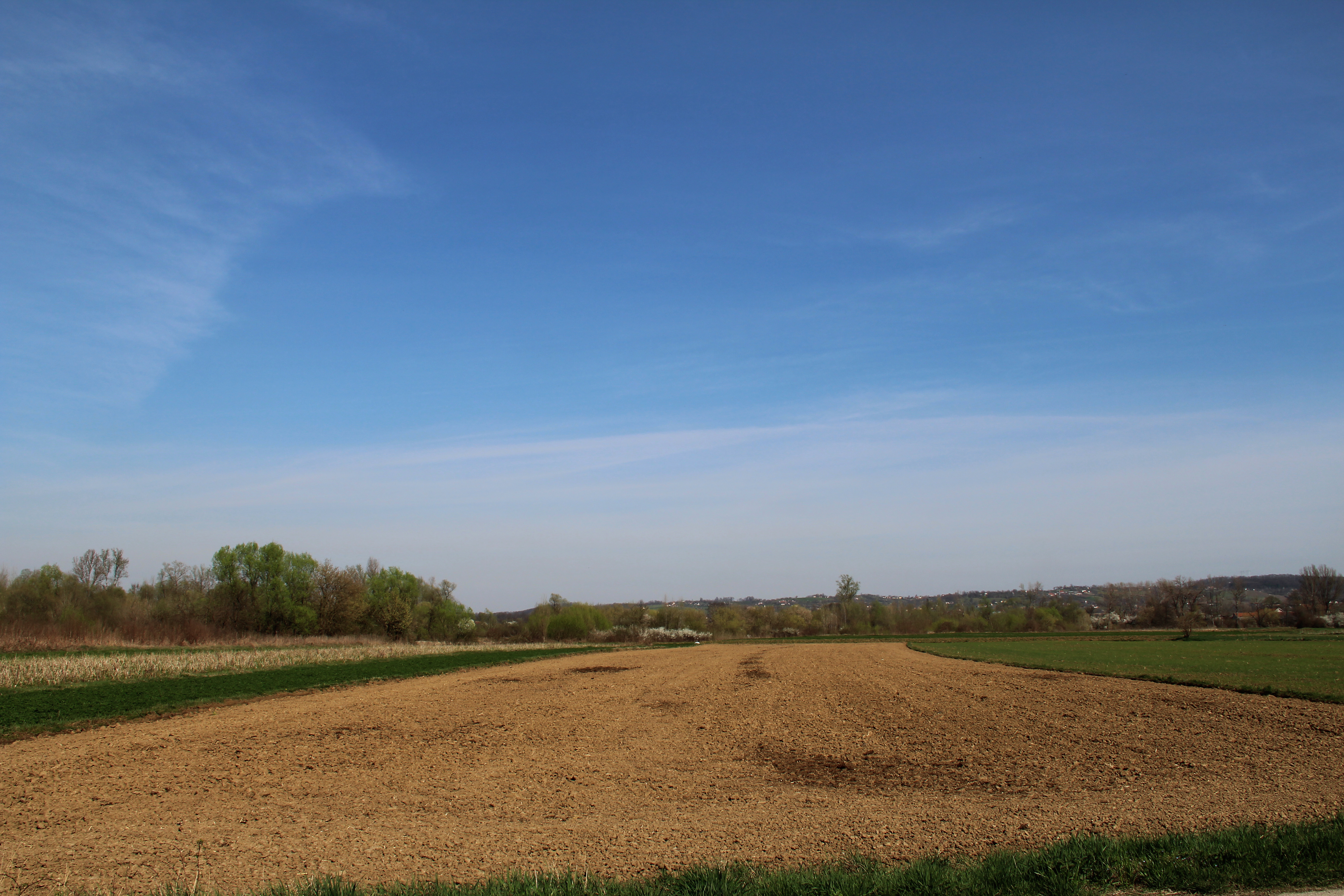
vila Suseoka  - panorama
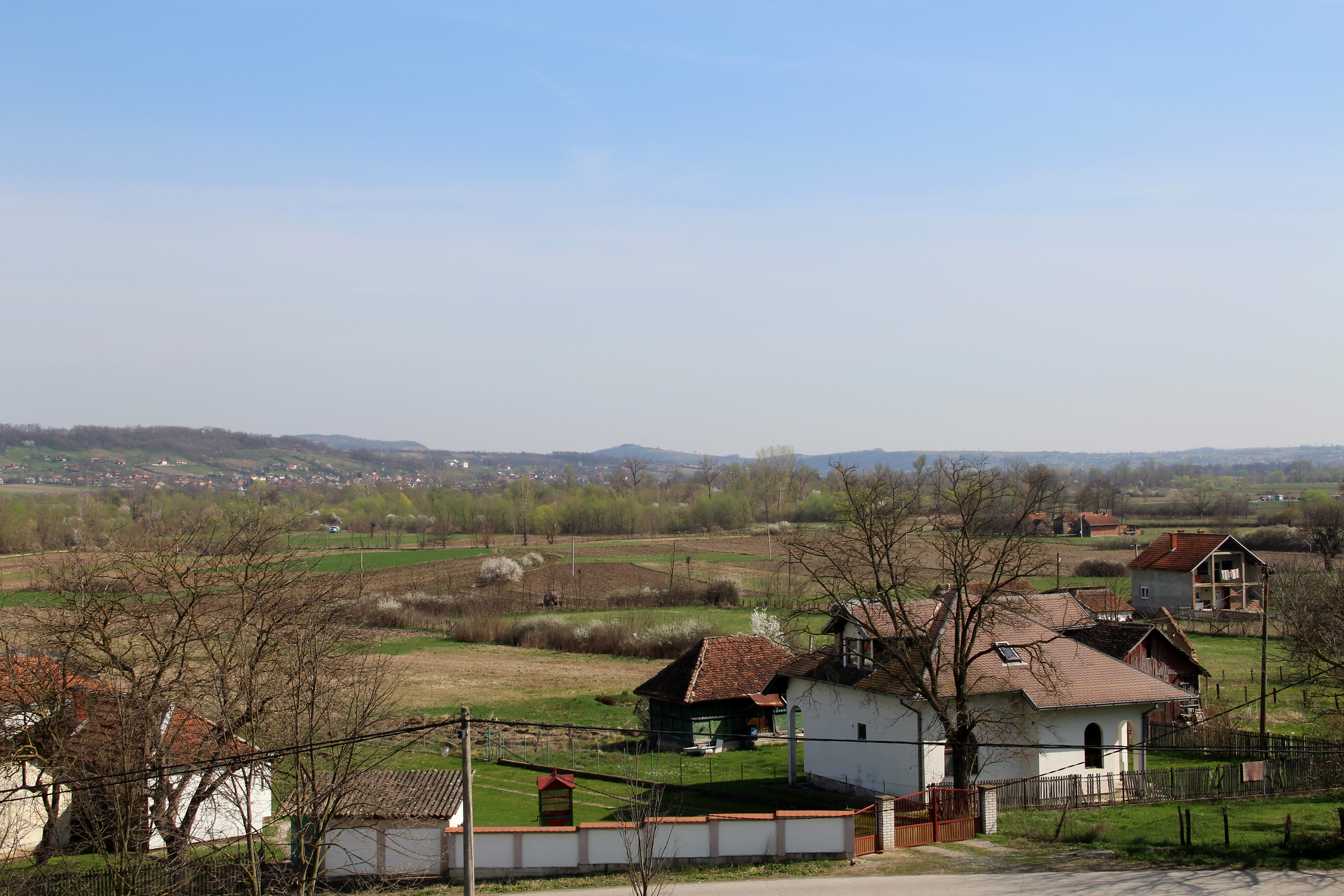
vila Suseoka  - panorama
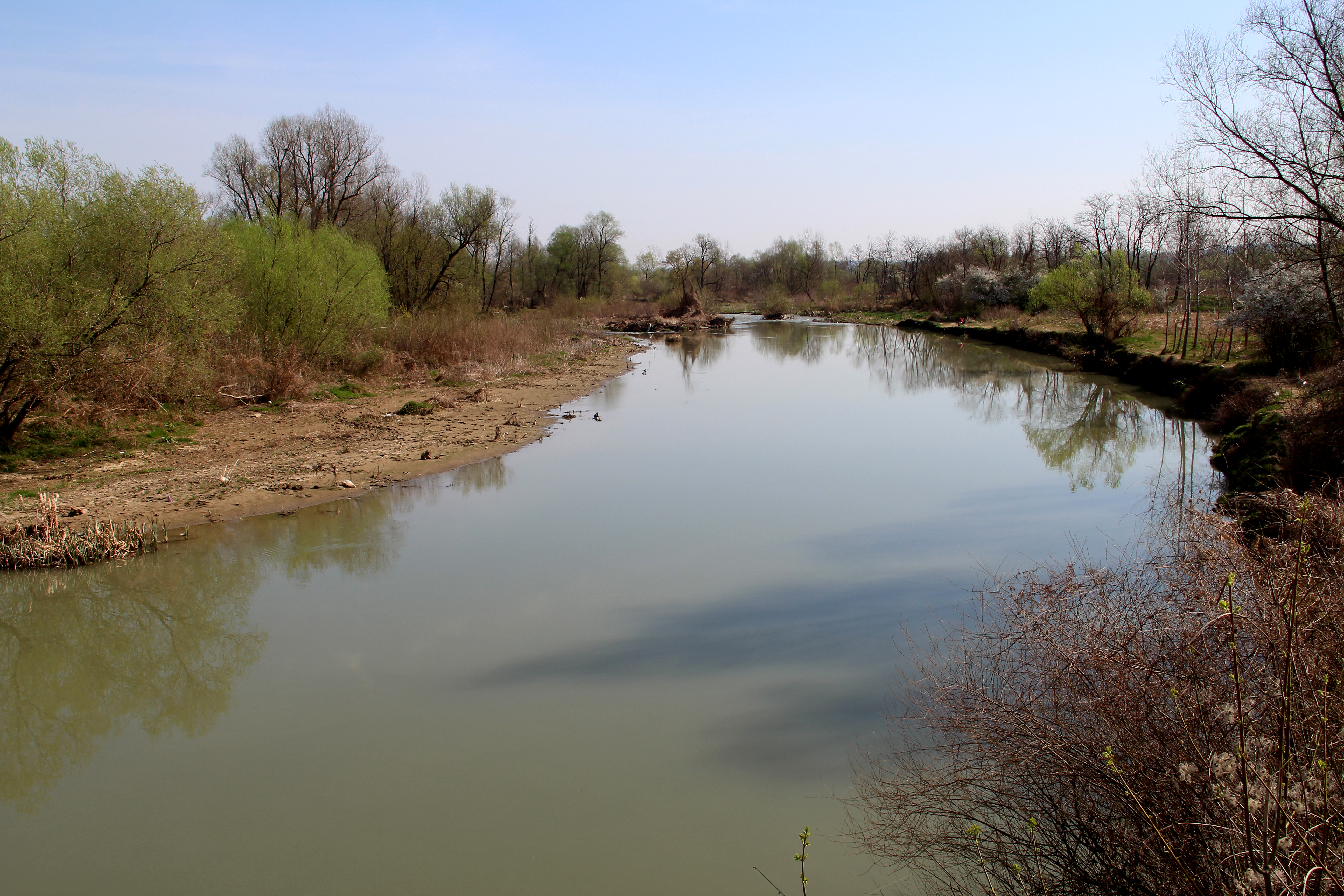
Vila Suseoka  - river Kolubara
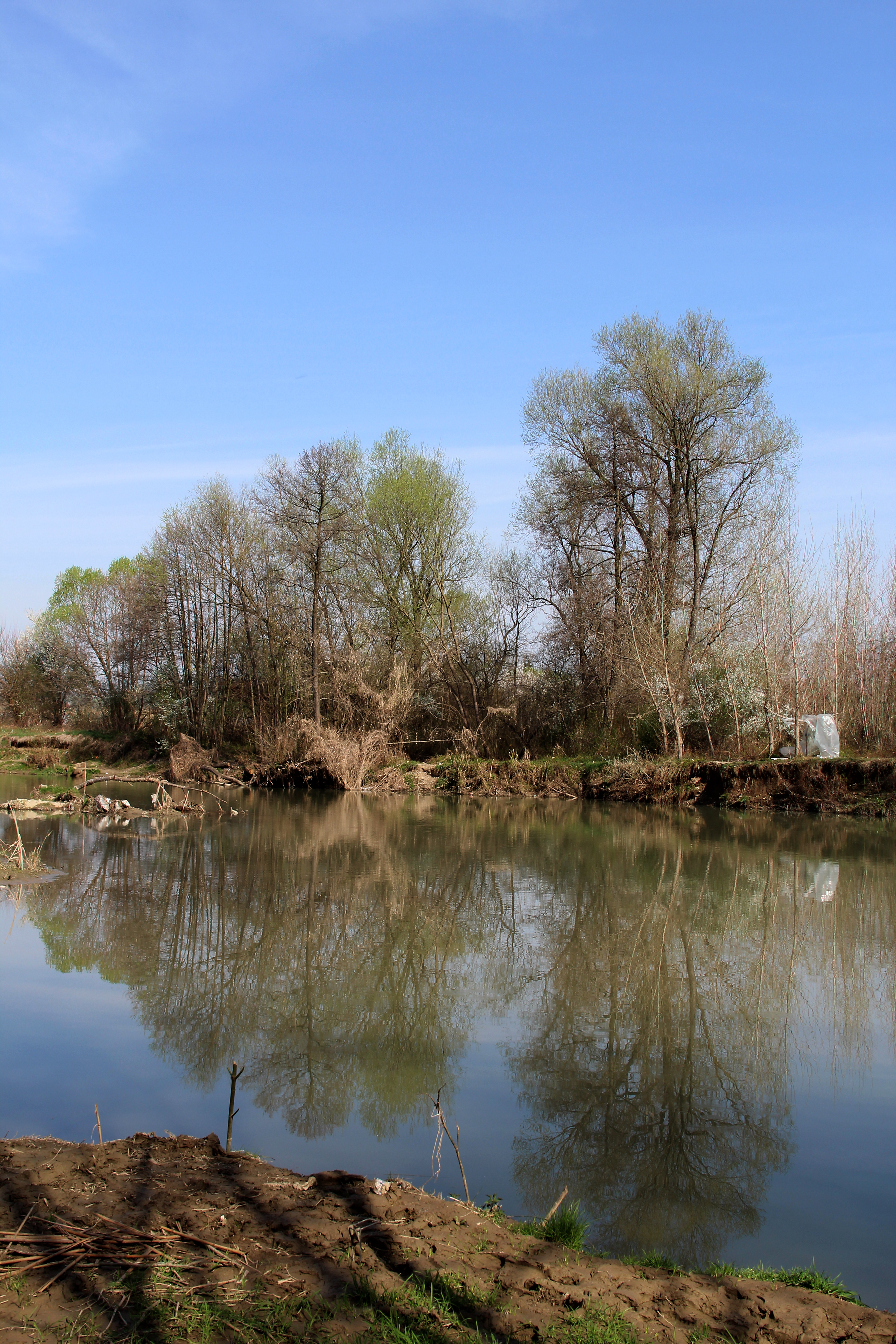
Vila Suseoka  - river Kolubara
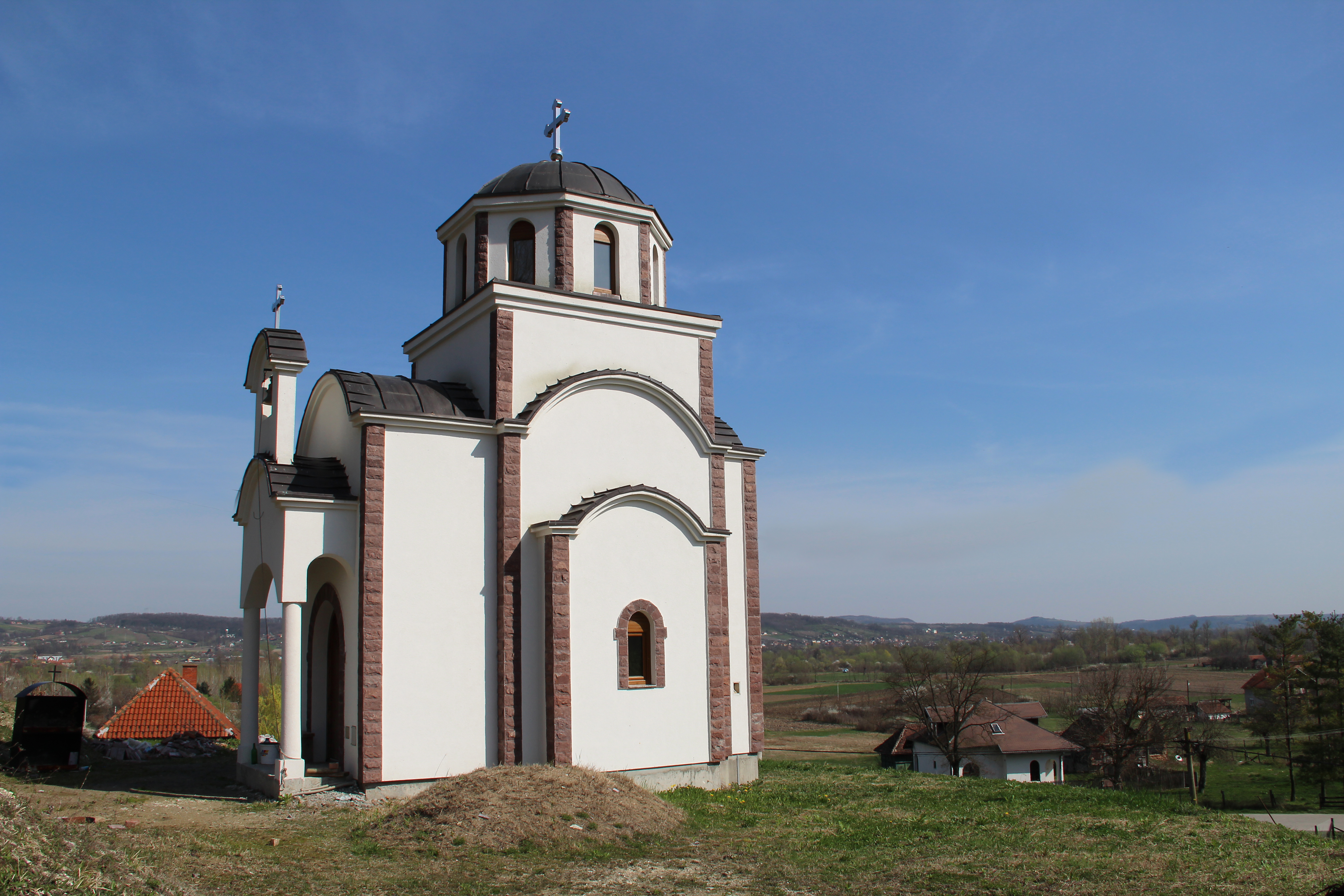
Vila Suseoka  - Igreja de St. George

## Demografia
| 1948 | 1953 | 1961 | 1971 | 1981 | 1991 | 2002 | 2011 |
| ---- | ---- | ---- | ---- | ---- | ---- | ---- | ---- |
| 472  | 504  | 478  | 404  | 356  | 302  | 252  | 208  |